# Тобрамицин
Тобрамицинът (C18H37N5O9) е аминогликозид, антибиотик. Произвежда се от бактерията Streptomyces tenebrarius.

## Описание
Антибиотикът потиска производството на белтъчини. При по-високи концентрации нарушава функциите на клетъчните мембрани и причинява смърт на клетките. Използва се най-често срещу стафилококи, включително и такива, резистентни към пеницилин, някои стрептококи, Escherichia coli и други.
Усвоява се слабо от храносмилателната система, но бързо под формата на инжекции. Не се свързва с плазмените протеини. Около 93% от приетия антибиотик се изхвърлят от организма през отделителната система в рамките на 24 часа.